# Gossypium triphyllum
Gossypium triphyllum là một loài thực vật có hoa trong họ Cẩm quỳ. Loài này được (Haw.) Hochr. mô tả khoa học đầu tiên năm 1902.